# Футбол у Молдові
Футбол в Молдові  —  один з наймасовіших видів спорту в Республіці Молдова. Керівним органом з питань футболу в країні є Федерація футболу Молдови, яка була утворена відразу після здобуття республікою незалежності в 1990 році. У 1993 республіка вступила в УЄФА, а з 1994 вже стала членом ФІФА.

## Історія
Хоча Республіка Молдова здобула незалежність лише в 1991 році, футбол в Бессарабії існує як мінімум кілька століть, а перший документально підтверджений футбольний матч зафіксований в 1910 році.
У 1920-х практично всі спортивні новини, а також новини мистецтва Бессарабії публікувалися в щоденному журналі «Комедія». Крім того, спортивні новини висвітлювалися в тому числі в журналі «Школа». Там публікувалася хроніка матчів і статистику ігор.
А вже в 1923 році на території Румунського королівства під керівництвом Ж. І. Дімітріу почав випускатися журнал «Спорт. Спортивно-літературний журнал»
Починаючи з 1924 року почали проводиться загальні футбольні чемпіонати Румунського королівства, в яких, також, брали участь і команди з Бессарабії.
Чотири рази бессарабським клубам вдавалося увійти в число чотирьох кращих румунських команд: в 1925 і 1926 роках, і в 1928 і 1930 роках.
Пізніше, в 1930-1933 роках бессарабські команди були частиною Румунської Східної Ліги разом з командами з Буковини, а незабаром після цієї події набрала чинності дивізіонна система футбольних чемпіонатів. Багато бессарабських гравці в цей період грали виключно за команди й збірні Бухареста і Румунії.
У 1940 році пройшов перший чемпіонат Кубка Молдавської РСР, який відбувся за участю представників міст Кишиніва, Бєльців, Оргіїва, Бендер, Кагула і Келераша. У фіналі зійшлися команди Кишинева і Кагула (яка складалась з радянських солдат) — перемогу здобула команда з Кишиніва з розгромним рахунком 5:0.
До здобуття незалежності на різного роду футбольних чемпіонатах Радянського Союзу республіку представляли команди з шести міст молдовських міст.
Перший чемпіонат Молдови з футболу після здобуття незалежності пройшов в 1992 році, коли країна перебувала у вкрай нестійкому економічному і політичному становищі. Проблема також полягала в тому, що в 1992 році почався Придністровський конфлікт, і країна фактично виявилася в стані війни. Кишинів і Тирасполь билися на фронті, а команди на обох берегах Дністра протистояли один одному в футбольному чемпіонаті.
Починаючи з сезону 1993:1994 років, молдовські футбольні клуби почали брати участь в європейських міжклубних змаганнях. Перший матч з європейською командою трапився в ході Кубка УЄФА, в протистоянні зійшлися команда Молдови «Зімбру» і команда Ізраїлю «Бейтар». Перший матч пройшов на «домашньому» стадіоні й закінчився нічиєю з рахунком 1:1, а другий «на виїзді» — на стадіоні суперників і закінчився поразкою молдовського клубу з рахунком 0:2.

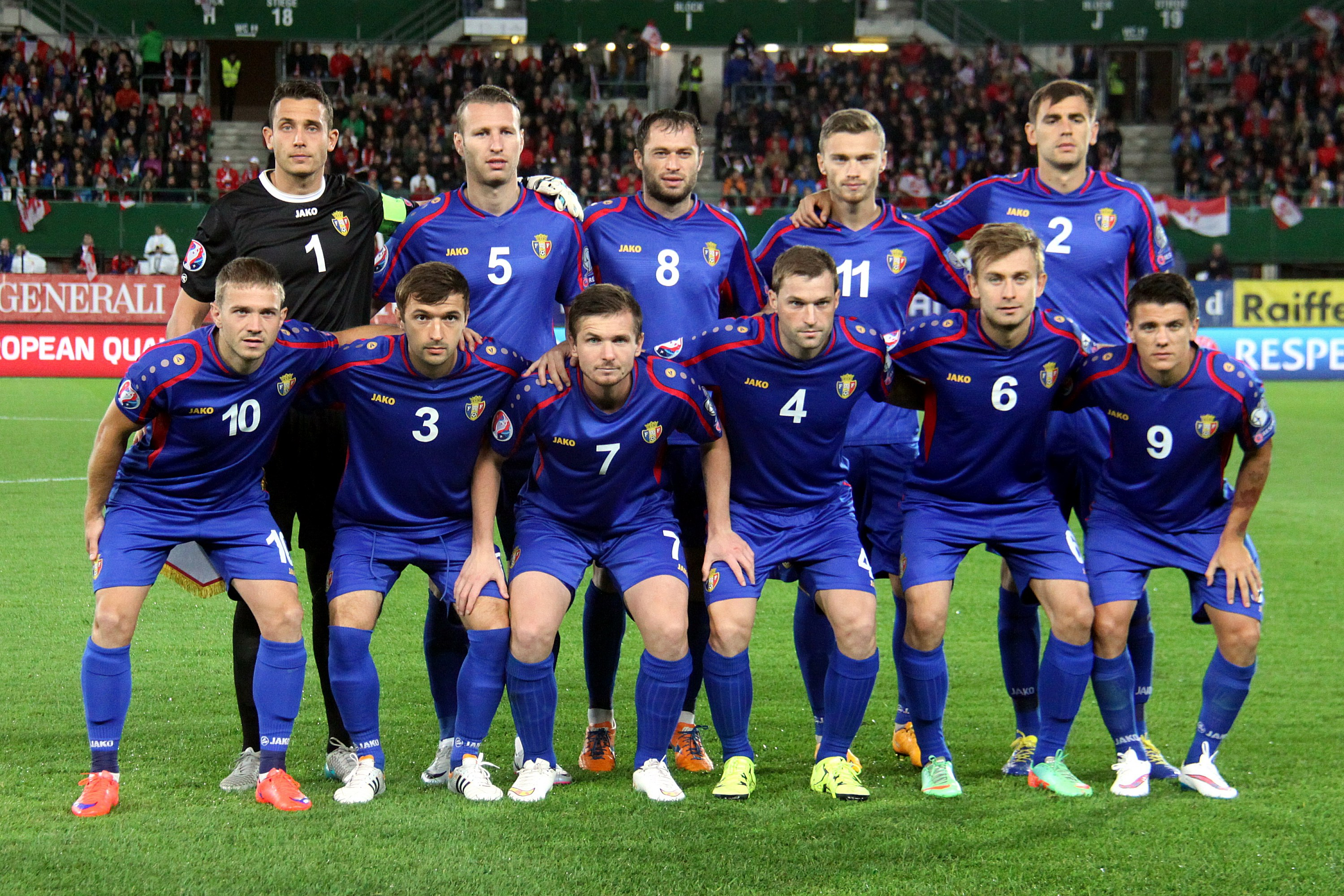
Національна збірна Молдови (2015 р.)

### Національна збірна
Першим матчем національної збірної Молдови з футболу після здобуття незалежності став товариський матч 2 липня 1991 року в Кишиніві проти національної збірної Грузії. Матч закінчився поразкою для молдовських футболістів з рахунком 2:4.
Перший офіційний матч Молдовської збірної був також матчем з Грузією в ході підготовки до Євро-1996 під егідою УЄФА, і відбувся 7 вересня 1994 року в Тбілісі. Матч був виграний з рахунком 1:0.
Хоча результати молдовської збірної протягом усього часу її існування залишалися досить низькими — час від часу команда також мала непогані індивідуальні результати, включаючи матч 7 червня 2003 року, коли Молдова здобула перемогу з рахунком 1:0 в матчі з національною збірною Австрії, в підготовці до чемпіонату Євро-2004. Потім були дві перемоги над Білоруссю, з рахунком 2:1 у 2003 році й 2:0 у 2005 році.
У 2010-х роках результати Молдови також залишаються досить низькими. Проте, в кінці 2012 року Молдова зіграла в нічию з Україною, з рахунком 0:0, а вже в червні 2013 року нічию з рахунком 1:1 з Польщею. Обидва матчі пройшли в Кишиніві. У жовтні 2013 року молдовська збірна розгромила національну збірну Чорногорії з рахунком 5:2, тим самим закінчивши підготовку до чемпіонату світу з футболу 2014 року, де вона зайняла передостаннє місце в групі.

### Молодіжна збірна Молдови з футболу
Молодіжна збірна Молдови з футболу — національна футбольна збірна Молдови гравців віком до 21 року (U-21) і представляє Молдову на міжнародних змаганнях по футболу серед молоді, яка підпорядкована Федерації футболу Молдови. Ця збірна жодного разу не потрапляла до фінальних стадій чемпіонатів світу та Європи й не брала участь в Олімпійських іграх. Гравці клубу в основному представляють внутрішні клуби Молдови.

## Статистика

### Кубок Молдови
Кубок Молдови з футболу — один з головний футбольних турнір у Молдові, в якому визначається володар національного кубка. Проводиться кожен рік з 1992 року. Переможець турніру отримує право грати в Лізі Європи УЄФА.
| Сезон   | Володар                   | Рахунок         | Фіналіст                  | Стадіон                           |
| ------- | ------------------------- | --------------- | ------------------------- | --------------------------------- |
| 1992    | «Буджак» (Комрат)         | 5:0             | ФК «Тилігул»              | Республіканський стадіон, Кишинів |
| 1992–93 | ФК «Тилігул»              | 1:0             | «Зімбру» (Кишинів)        | Республіканський стадіон, Кишинів |
| 1993–94 | ФК «Тилігул»              | 1:0 (о)         | «Ністру» (Атаки)          | Республіканський стадіон, Кишинів |
| 1994–95 | ФК «Тилігул»              | 1:0             | «Зімбру» (Кишинів)        | Республіканський стадіон, Кишинів |
| 1995–96 | «Конструкторул» (Кишинів) | 2:1             | ФК «Тилігул»              | Республіканський стадіон, Кишинів |
| 1996–97 | «Зімбру» (Кишинів)        | 0:0 (о), 7:6 п. | «Ністру» (Атаки)          | Республіканський стадіон, Кишинів |
| 1997–98 | «Зімбру» (Кишинів)        | 1:0             | «Конструкторул» (Кишинів) | Республіканський стадіон, Кишинів |
| 1998–99 | «Шериф» (Тирасполь)       | 2:1 (о)         | «Конструкторул» (Кишинів) | Республіканський стадіон, Кишинів |
| 1999–00 | «Конструкторул» (Кишинів) | 1:0             | «Зімбру» (Кишинів)        | Республіканський стадіон, Кишинів |
| 2000–01 | «Шериф» (Тирасполь)       | 0:0 (о), 5:4 п. | «Ністру» (Атаки)          | Республіканський стадіон, Кишинів |
| 2001–02 | «Шериф» (Тирасполь)       | 3:2 (о)         | «Ністру» (Атаки)          | Республіканський стадіон, Кишинів |
| 2002–03 | «Зімбру» (Кишинів)        | 0:0 (о), 4:2 п. | «Ністру» (Атаки)          | Республіканський стадіон, Кишинів |
| 2003–04 | «Зімбру» (Кишинів)        | 2:1             | «Шериф» (Тирасполь)       | Республіканський стадіон, Кишинів |
| 2004–05 | «Ністру» (Атаки)          | 1:0             | «Дачія» (Кишинів)         | Республіканський стадіон, Кишинів |
| 2005–06 | «Шериф» (Тирасполь)       | 2:0             | «Ністру» (Атаки)          | Республіканський стадіон, Кишинів |
| 2006–07 | «Зімбру» (Кишинів)        | 1:0             | «Ністру» (Атаки)          | Республіканський стадіон, Кишинів |
| 2007–08 | «Шериф» (Тирасполь)       | 1:0             | «Ністру» (Атаки)          | Республіканський стадіон, Кишинів |
| 2008–09 | «Шериф» (Тирасполь)       | 2:0             | «Дачія» (Кишинів)         | «Зімбру», Кишинів                 |
| 2009–10 | «Шериф» (Тирасполь)       | 2:0             | «Дачія» (Кишинів)         | «Зімбру», Кишинів                 |
| 2010–11 | Іскра:Сталь               | 2:1             | «Олімпія» (Бєльці)        | «Зімбру», Кишинів                 |
| 2011–12 | «Мілсамі»                 | 0:0 (пен. 5:3)  | «Рапід» (Гідігіч)         | Районний спорткомплекс, Оргіїв    |
| 2012–13 | «Тирасполь»               | 2:2 (пен. 4:2)  | Веріс                     | «Зімбру», Кишинів                 |
| 2013–14 | «Зімбру» (Кишинів)        | 3:1             | «Шериф» (Тирасполь)       | «Зімбру», Кишинів                 |
| 2014–15 | «Шериф» (Тирасполь)       | 3:2 (ОТ)        | «Дачія» (Кишинів)         | «Зімбру», Кишинів                 |
| 2015–16 | «Заря» (Бєльці)           | 1:0 (ОТ)        | «Мілсамі»                 | «Зімбру», Кишинів                 |
| 2016–17 | «Шериф» (Тирасполь)       | 5:0             | «Заря» (Бєльці)           | «Зімбру», Кишинів                 |
| 2017–18 | «Мілсамі»                 | 2:0 дч          | «Зімбру» (Кишинів)        | «Зімбру», Кишинів                 |
| 2018–19 | «Шериф» (Тирасполь)       | 1:0 дч          | «Сфинтул Георге»          | «Зімбру», Кишинів                 |

### Суперкубок Молдови
Кубок Молдови з футболу — головний футбольних турнір у Молдові, в якому визначається найкращий національний клуб. Проводиться кожен рік з 2003 року.
| Рік  | Чемпіон             | Володар кубка       | Рахунок        | Стадіон               |
| ---- | ------------------- | ------------------- | -------------- | --------------------- |
| 2003 | «Шериф» (Тирасполь) | «Зімбру» (Кишинів)  | 3:2            | СК «Шериф», Тирасполь |
| 2004 | «Шериф» (Тирасполь) | «Зімбру» (Кишинів)  | 1:0            | СК «Шериф», Тирасполь |
| 2005 | «Шериф» (Тирасполь) | «Ністру» (Атаки)    | 4:0            | СК «Шериф», Тирасполь |
| 2007 | «Шериф» (Тирасполь) | «Зімбру» (Кишинів)  | 1:0            | СК «Шериф», Тирасполь |
| 2011 | Дачія (Кишинів)     | Іскра-Сталь         | 1:0            | СК «Шериф», Тирасполь |
| 2012 | Мілсамі             | «Шериф» (Тирасполь) | 0:0 (пен. 6:5) | СК «Шериф», Тирасполь |
| 2013 | «Шериф» (Тирасполь) | Тирасполь           | 2:0            | СК «Шериф», Тирасполь |
| 2014 | «Зімбру» (Кишинів)  | «Шериф» (Тирасполь) | 1:1 (пен. 4:3) | СК «Шериф», Тирасполь |
| 2015 | «Шериф» (Тирасполь) | Мілсамі             | 3:1            | СК «Шериф», Тирасполь |
| 2016 | «Шериф» (Тирасполь) | Заря                | 3:1            | СК «Шериф», Тирасполь |
| 2019 | Мілсамі             | «Шериф» (Тирасполь) | 0:0 (пен. 5:4) | Мала Арена СК «Шериф» |

### Список призерів чемпіонату і володарів кубка Молдови
| Сезон     | Чемпіон         | Срібний призер  | Бронзовий призер  | Володар кубку    | Володар суперкубку |
| 1992      | «Зімбру»        | ФК «Тилігул»    | «Буджак»          | «Буджак»         | не проводився **   |
| 1992—1993 | «Зімбру»        | ФК «Тилігул»    | «Молдова»         | ФК «Тилігул»     | не проводився **   |
| 1993—1994 | «Зімбру»        | ФК «Тилігул»    | ФК «Кодру»        | ФК «Тилігул»     | не проводився **   |
| 1994—1995 | «Зімбру»        | ФК «Тилігул»    | «Олімпія»         | ФК «Тилігул»     | не проводився **   |
| 1995—1996 | «Зімбру»        | ФК «Тилігул»    | «Конструкторул»   | «Конструкторул»  | не проводився **   |
| 1996—1997 | «Конструкторул» | «Зімбру»        | ФК «Тилігул»      | «Зімбру»         | не проводився **   |
| 1997—1998 | «Зімбру»        | ФК «Тилігул»    | «Конструкторул»   | «Зімбру»         | не проводився **   |
| 1998—1999 | «Зімбру»        | «Конструкторул» | ФК «Тилігул»      | «Шериф»          | не проводився **   |
| 1999—2000 | «Зімбру»        | «Шериф»         | «Конструкторул»   | «Конструкторул»  | не проводився **   |
| 2000—2001 | «Шериф»         | «Зімбру»        | ФК «Тилігул»      | «Шериф»          | не проводився **   |
| 2001—2002 | «Шериф»         | «Ністру»        | «Зімбру»          | «Шериф»          | не проводився **   |
| 2002—2003 | «Шериф»         | «Зімбру»        | «Ністру»          | «Зімбру»         | не проводився **   |
| 2003—2004 | «Шериф»         | «Ністру»        | «Зімбру»          | «Зімбру»         | «Шериф»            |
| 2004—2005 | «Шериф»         | «Ністру»        | «Дачія»           | «Ністру»         | «Шериф»            |
| 2005—2006 | «Шериф»         | «Зімбру»        | ФК «Тирасполь»    | «Шериф»          | «Шериф»            |
| 2006—2007 | «Шериф»         | «Зімбру»        | «Ністру»          | «Зімбру»         | не проводився **   |
| 2007—2008 | «Шериф»         | «Дачія»         | «Ністру»          | «Шериф»          | «Шериф»            |
| 2008—2009 | «Шериф»         | «Дачія»         | «Іскра-Сталь»     | «Шериф»          | не проводився **   |
| 2009—2010 | «Шериф»         | «Іскра-Сталь»   | «Олімпія»         | «Шериф»          | не проводився **   |
| 2010—2011 | «Дачія»         | «Шериф»         | Мілсамі           | «Іскра-Сталь»    | не проводився **   |
| 2011—2012 | «Шериф»         | «Дачія»         | «Зімбру»          | Мілсамі          | «Дачія»            |
| 2012—2013 | «Шериф»         | «Дачія»         | ФК «Тирасполь»    | ФК «Тирасполь»   | Мілсамі            |
| 2013—2014 | «Шериф»         | ФК «Тирасполь»  | «Веріс»           | «Зімбру»         | «Шериф»            |
| 2014—2015 | «Мілсамі»       | «Дачія»         | «Шериф»           | «Шериф»          | «Зімбру»           |
| 2015—2016 | «Шериф»         | «Дачія»         | Зімбру            | «Заря»           | «Шериф»            |
| 2016—2017 | «Шериф»         | «Дачія»         | Мілсамі           | «Шериф»          | не проводився **   |
| 2017      | «Шериф»         | Мілсамі         | Петрокуб Хинчешти | не проводився ** | не проводився **   |
| 2018      | «Шериф»         | Мілсамі         | Петрокуб Хинчешти | Мілсамі          | не проводився **   |
| 2019      | «Шериф»         | Сфинтул Георге  | Петрокуб Хинчешти | «Шериф»          | «Шериф»            |

** — Суперкубок не проводився, через те, що Чемпіонат і Кубок країни виграла одна і та ж сама команда, а також,  у зв'язку з перехідним періодом з системи «осінь — весна» на «весна — осінь».

## Структура

### Дивізіони
Національний дивізіон Молдови — найвища футбольна ліга Молдови. Вона складається з 10 клубів.
A—дивізіон Молдови — друга за рангом футбольна ліга Молдови. Вона складається з 15 клубів.
B—дивізіон Молдови — третя за рангом футбольна ліга Молдови. Вона складається з 28 клубів, розділених на три групи.

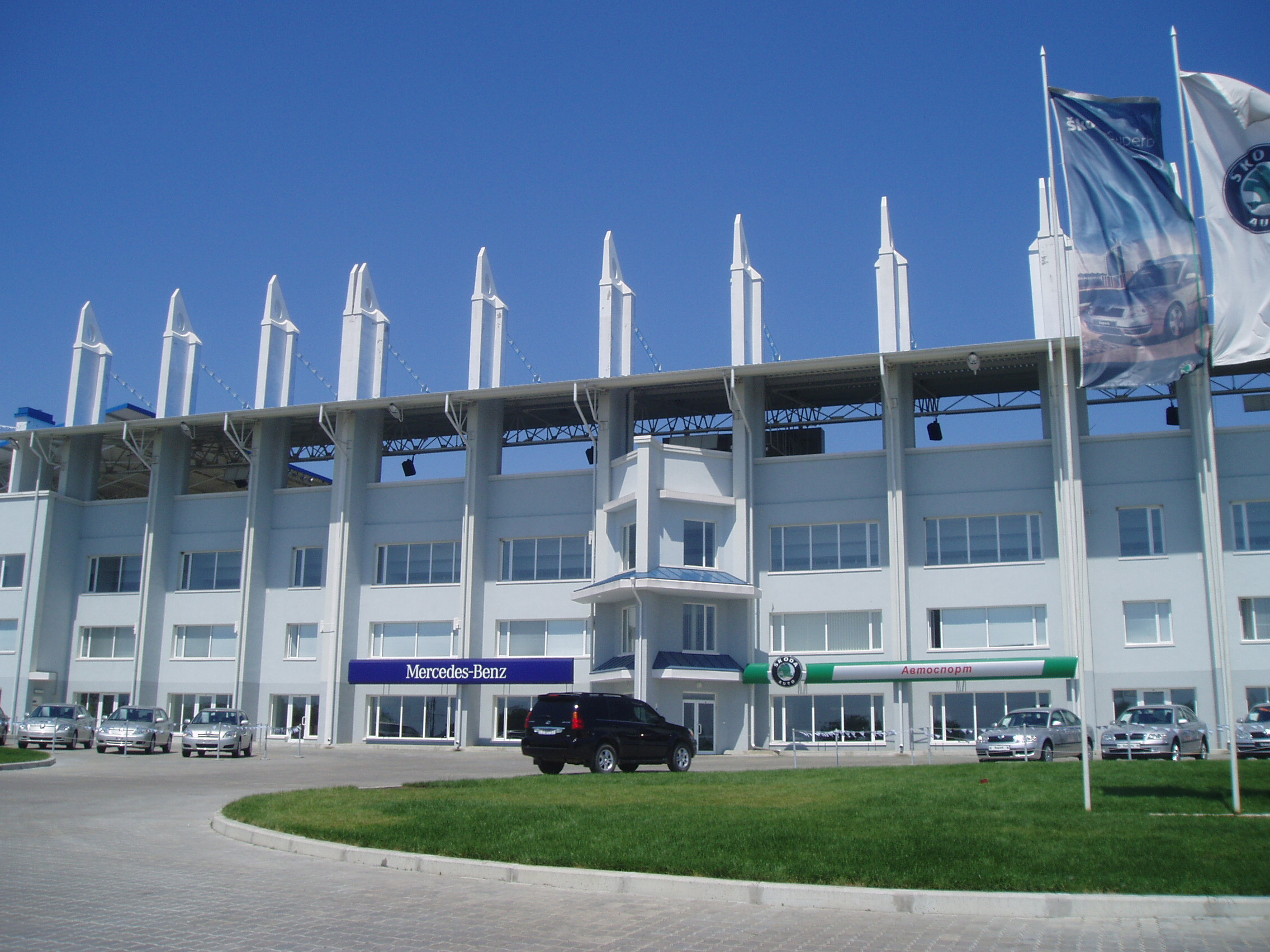
Головна арена спорткомплексу «Шериф», на якій проводяться матчі Суперкубка

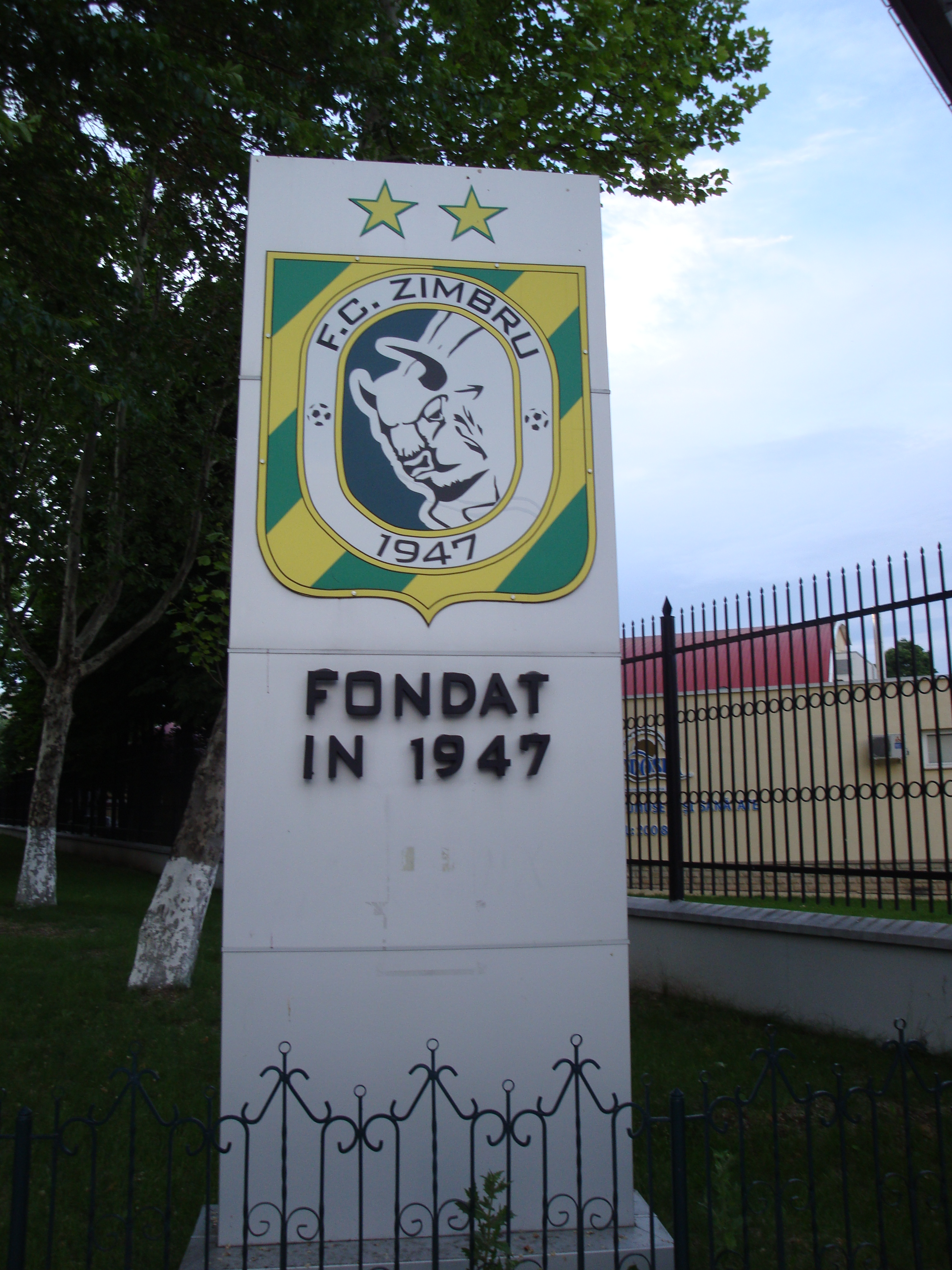
Вхід на стадіон Зімбру.
Домашній стадіон однієї з найуспішніших команд в молдавському футболі.

| Рівень | Дивізіон/ліга                   | Дивізіон/ліга                   | Дивізіон/ліга                   |
| 1      | Національний дивізіон 10 клубів | Національний дивізіон 10 клубів | Національний дивізіон 10 клубів |
| 2      | A—дивізіон 15 клубів            | A—дивізіон 15 клубів            | A—дивізіон 15 клубів            |
| 3      | B—дивізіон—північ 10 клубів     | B—дивізіон—центр 10 клубів      | B—дивізіон—південь 8 клубів     |

### Стадіони
| №  | Відкрито | Стадіон                  | Команда                            | Місто       | Місткість |
| -- | -------- | ------------------------ | ---------------------------------- | ----------- | --------- |
| 1  | 2006     | Зімбру                   | «Зімбру»                           | Кишинів     | 10500     |
| 2  | 1987     | Молдова                  | «Дачія»                            | Спея        | 3300      |
| 3  | 2002     | Головна Арена СК «Шериф» | «Шериф»                            | Тирасполь   | 13460     |
| 4  | 1952     | Республіканський         | ЗНЕСЕНИЙ                           | Кишинів     | ЗНЕСЕНИЙ  |
| 5  | 2002     | Мала Арена СК «Шериф»    | «Тирасполь»                        | Тирасполь   | 8000      |
| 6  | 2006     | Динамо                   | «Тигина»                           | Бендери     | 5061      |
| 7  | 1955     | Міський                  | «Заря»                             | Бєльці      | 5953      |
| 8  | 1945     | Динамо                   | «Політехніка», «Дачія», «Академія» | Кишинів     | 1945      |
| 9  |          | Міський                  | «Іскра-Сталь»                      | Рибниця     | 4500      |
| 10 | 1980     | Оргіїв                   | «Мілсамі», «Спікул»                | Оргіїв      | 2539      |
| 11 | 2006     | Гідігіч                  | «Академія»                         | Гідігіч     | 1500      |
| 12 | 2009     | Суручень                 | «Сфинтул Георге»                   | Суручень    | 1500      |
| 13 | 2009     | Сільський                | «Ністру»                           | Каларашовка | 3000      |